# Centrale Langerlo
Centrale Langerlo was een thermische elektriciteitscentrale aan het Albertkanaal in de Haven Genk. Na de stillegging op 30 april 2016 werd een conversie naar biomassa beoogd door overnemer German Pellets. Echter, in april 2017 zorgde het faillissement van overnemer German Pellets ervoor dat het project definitief afgeblazen werd. Daarmee verdween de laatste kolencentrale van België.
Het totale vermogen van de centrale was 556 MWe, voornamelijk afkomstig van twee stoomturbines aangedreven door steenkool en biomassa (2 × 235 MW). Tot de sloop in 2021 domineerden twee koeltorens en drie rood-witte schoorstenen de site.

## Geschiedenis
- 1974: EBES begint met de bouw van een elektriciteitscentrale op zware stookolie. Het is de eerste computergestuurde elektriciteitscentrale op het Europese vasteland. Daar worden twee Ferranti-computers voor gebruikt. De ene wordt Clothilde gedoopt, de andere Suzy.[bron?]
- 1976: Ingebruikname.
- 1986: De ketels worden geschikt gemaakt voor steenkool als hoofdbrandstof. Installatie van een nieuwe los- en laadmachine. De vliegas wordt aanvankelijk gestort in Sledderzee.
- 1999: Als maatregel tegen vervuiling en zure regen wordt een wastoren geplaatst voor het ontzwavelen van de rookgassen. Nieuwe gasturbines (2 × 43 MW) worden voor de steenkoolgroepen geplaatst en drijven als voorverwarmers het rendement op met een paar procentpunt.
- 2001: De ontstikkingsinstallatie is volledig operationeel. Na ingebruikname is Langerlo nog steeds verantwoordelijk voor 10% van de NOx-emissies door Belgische elektriciteitsproductie.
- 2002: Electrabel begint met de bijstook van houtstof, olijfpulp en rioolslib.
- 2009: In het kader van een Belgisch-Duitse swap neemt E.ON de centrale, ondergebracht in Langerlo-Vilvoorde nv, over van Electrabel, samen met de gascentrale van Vilvoorde.
- 2012: E.ON krijgt een milieuvergunning om in Langerlo 100% biomassa te verstoken.
- 2013: Minister Schauvliege verwerpt de bezwaren van omwonenden tegen de vergunning. Minister Van den Bossche stelt de voorlopige subsidie vast voor het project.[4] Er wordt gerekend met een indienststelling op 1 januari 2016.
- 2014: E.ON bereidt de verkoop voor door de centrale af te splitsen in Langerlo nv.
- 2015: Vlaams minister Turtelboom bepaalt de definitieve subsidie voor 'reconversieproject Langerlo' (600 MW).[5] Het houtkorrelconglomeraat German Pellets koopt Langerlo nv over van E.ON.[6] De prijs wordt niet gecommuniceerd maar zou 22 miljoen euro bedragen.[7] Na een reconversie-investering van 150 miljoen euro hoopt de nieuwe eigenaar de toegezegde Vlaamse groenestroomcertificaten te krijgen ter waarde van 2,2 miljard euro (over tien jaar). De 120-130 werknemers kunnen aan de slag blijven.
- 2016: Het nieuwe moederbedrijf van Langerlo, German Pellets, wordt failliet verklaard (februari). E.ON zou slechts een eerste aanbetaling van de verkoop hebben ontvangen (2,5 miljoen euro). In de aanloop naar het faillissement is Langerlo door ceo Peter Leibold voor een symbolische euro overgeheveld naar een Oostenrijkse vennootschap gecontroleerd door zijn dochter (Bclever).[8] Na verzet door de curatoren komt Langerlo in handen van de Estse pelletgroep Graanul Invest (juni). Ondertussen is de milieuvergunning voor steenkool verlopen (maart).
- 2017: Door een probleem met de warmtewisselaar kan de conversie naar 100% biomassa, geraamd op 250 miljoen euro, onmogelijk rond zijn tegen augustus 2018. Het Vlaams Energieagentschap wijst de vraag om uitstel af. Langerlo verliest het uitzicht op de miljardensubsidie en legt de boeken neer (20 april).[9]
- 2018: De reeds vergunde sloop wordt uitgesteld op verzoek van Engie Electrabel, dat twee gasturbines op de site wil inzetten om de winterse stroomschaarste op te vangen.[10]
- 2020: De knoop is doorgehakt, de centrale zal volledig gesloopt worden. 2 van de 3 schoorstenen en de 2 koeltorens werden opgeblazen op 2 oktober 2021. De derde schoorsteen werd neergehaald op 05 maart 2022 omdat hier nog een antenne van De Lijn actief was.

## Wetenswaardig
Vanaf de jaren 80 werd een deel van de restwarmte uit Langerlo gebruikt door een viskwekerij gespecialiseerd in koi.

## Voetnoten
1. ↑  Einde van een tijdperk: kolencentrale Langerlo sluit. www.nieuwsblad.be. Gearchiveerd op 10 juni 2023. Geraadpleegd op 22 september 2021.
2. ↑  “E.ON heeft grote verantwoordelijkheid in faillissement Langerlo”. Gazet van Antwerpen. Geraadpleegd op 22 september 2021.
3. ↑  Auch in Belgien ist der Ofen aus, Handelsblatt, 19 mei 2017. Gearchiveerd op 10 oktober 2022.
4. ↑  Ministerieel besluit van 25 oktober 2013 houdende vastlegging van een voorlopige bandingfactor voor de biomassa-installatie 'E.ON Langerlo'
5. ↑  Ministerieel besluit van 14 juli 2015 tot vaststelling van een definitieve bandingfactor voor het "conversieproject Langerlo"
6. ↑  Duitse overnemer voor energiecentrale Langerlo in Genk, deredactie.be, 19 augustus 2015
7. ↑  Hoe zou het nog zijn met... Langerlo?, Bond Beter leefmilieu, 22 mei 2016. Gearchiveerd op 10 december 2017.
8. ↑  "Chaos Langerlo nog groter: aandelen in beslag genomen", De Tijd, 1 april 2016
9. ↑  Biomassacentrale Langerlo legt de boeken neer, Het Nieuwsblad, 7 april 2017. Gearchiveerd op 10 maart 2019.
10. ↑  Van oude vliegtuigmotoren tot nooddieselgeneratoren: hoe Engie Electrabel 1.100 megawatt stroom verzamelde, VRTNWS, 19 november 2018